# Azpeytia bifascia
Azpeytia bifascia är en tvåvingeart som beskrevs av Enrico Adelelmo Brunetti 1907. Azpeytia bifascia ingår i släktet Azpeytia och familjen blomflugor. Inga underarter finns listade i Catalogue of Life.